# 웹진
웹진(webzine)은 인터넷으로 발행되는 잡지이다. 월드와이드웹(WWW)의 합성어로 인터넷으로만 볼 수 있는 사이버 잡지이다. 인쇄 잡지에서는 불가능한 동영상과 오디오를 제공하며 인터넷 광고수입으로 운영된다. 신속하고 다양하게 독자와 운영자가 교감을 나눌 수 있다는 장점이 있다.
일부 온라인 출판사들은 여러 디지털 포맷으로 게시를 시작하고 있는데, 이를 "듀얼 디지털 포맷"이라고 하며 전통적인 웹 페이지처럼 보이는 HTML 버전과 문서를 디지털로 넘겨보는 더 전통적인 잡지 느낌을 주는 플래시 버전을 포함할 수 있다.

## 같이 보기
- 전자 저널
- 잡지
- 온라인 신문